# سیارک ۳۶۲
سیارک ۳۶۲ (به انگلیسی: 362 Havnia، نامگذاری:1893R) سیصد و شصت و دومین سیارک کشف شده‌است که در ۱۲ مارس ۱۸۹۳ و در نیس کشف شد.
قدر مطلق سیارک برابر ۹٫۰۰ است.